# Fransspirea
Fransspirea (Spiraea media) är en rosväxtart. Fransspirea ingår i släktet spireor, och familjen rosväxter.

## Underarter
Arten delas in i följande underarter:
- S. m. media
- S. m. polonica
- S. m. sericea

## Bildgalleri

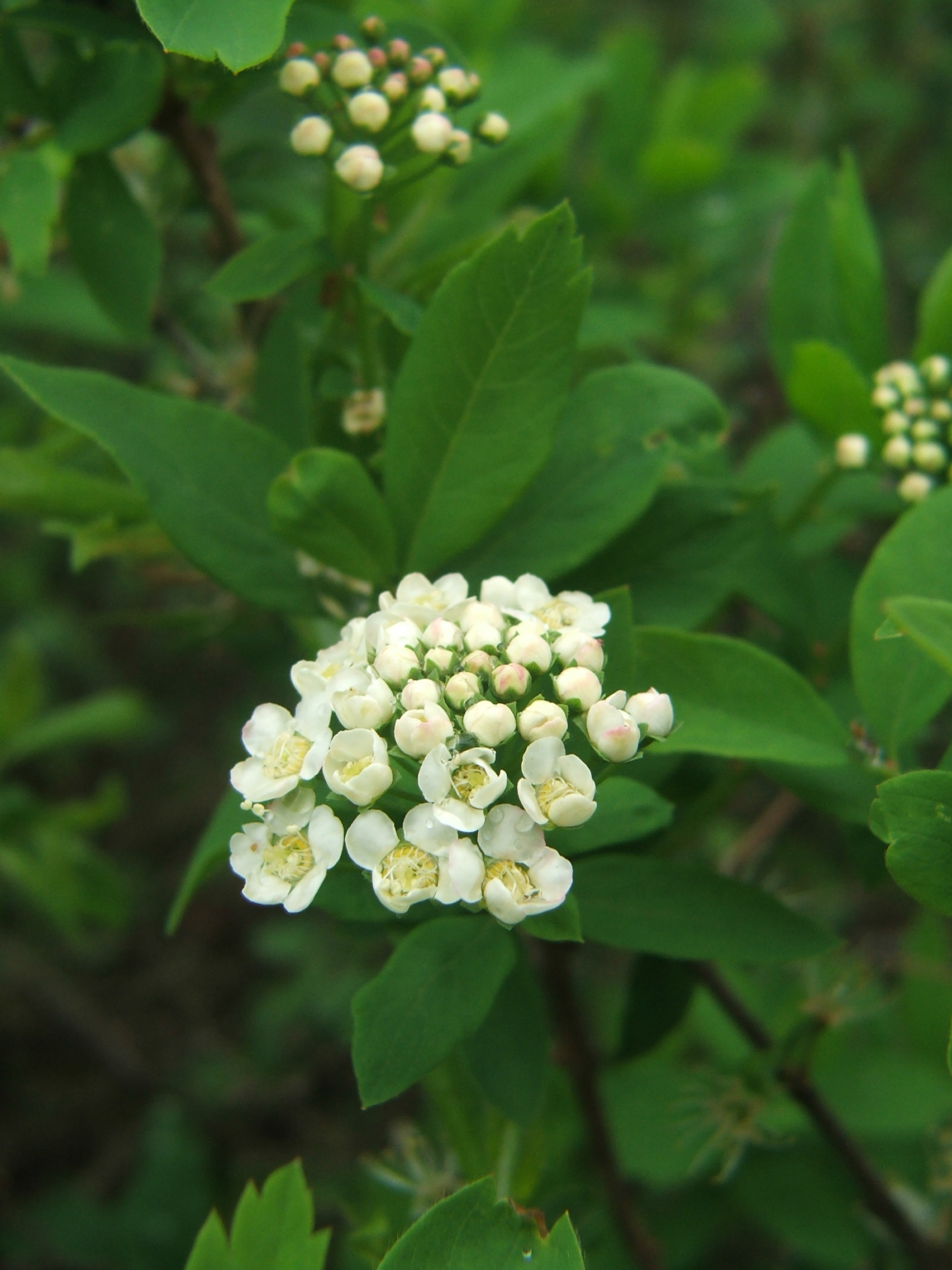
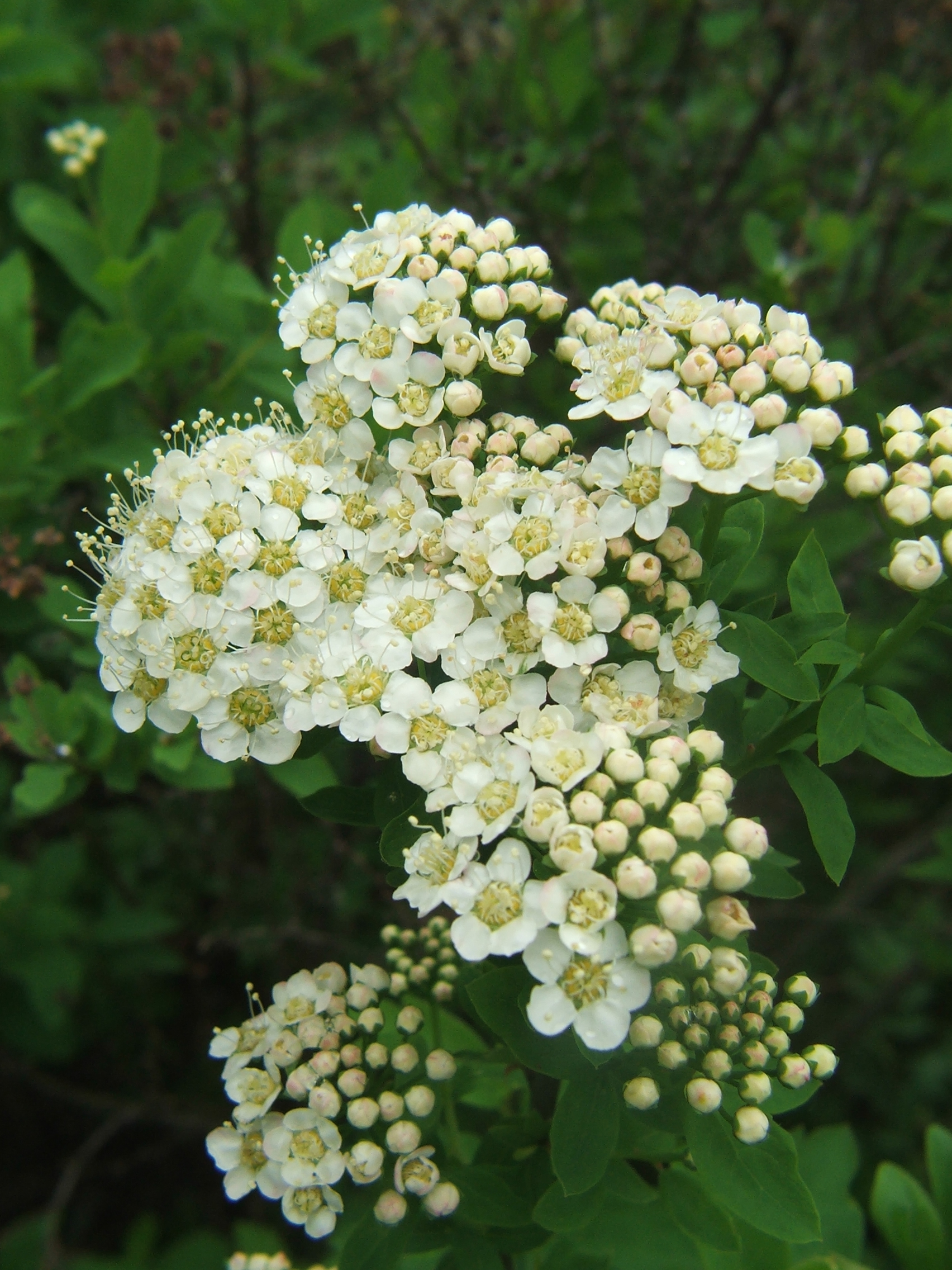
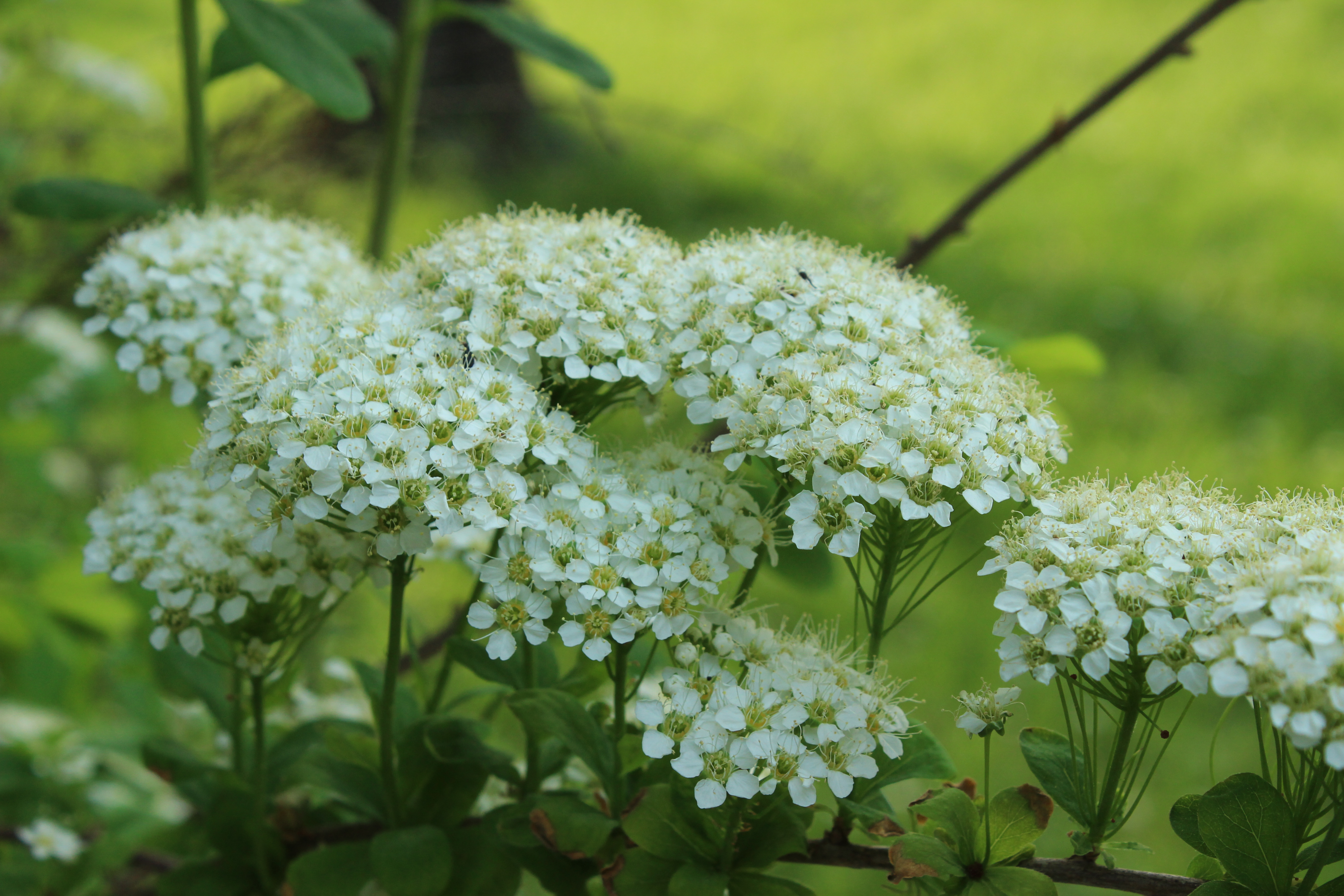